# Pont de Suresnes
Pont de Suresnes (česky Suresneský most) je silniční most přes řeku Seinu, který spojuje Boulogneský lesík v Paříži a město Suresnes v departementu Hauts-de-Seine.

## Historie
První most byl postaven v roce 1842. Měl tři oblouky a měřil 150 m. Most byl zničen v roce 1870 a na jeho místě vznikl v roce 1874 nový most. Ten měl rovněž tři oblouky a mostovku měl z litiny. Tento most byl odstraněn v roce 1950.
Současný most, třetí v pořadí, byl postaven v několika etapách mezi lety 1939 a 1950 ze železobetonu se třemi oblouky.
Během sčítání provedeného v roce 2007 tvořil v tomto roce denní provoz na mostě 47 620 vozů.